# Utkontraktering
Utkontraktering eller utlokalisering betyder att ett företag låter en annan part (till exempel ett företag eller en organisation) sköta en eller flera processer. På det sättet kan företaget fokusera på sin kärnverksamhet. Motsatsen till utkontraktering är inkontraktering.
Ofta används på svenska även det engelska ordet outsourcing. Outsourcing definieras enligt Svenska Akademiens ordlista över svenska språket (SAOL) som ”utläggning av verksamhet på entreprenad”.

## Exempel
- Ett företag som utvecklar DVD-apparater men låter ett annat företag producera dem.
- Ett flygbolag som köper in tjänster som städning av ett städbolag.
- En vårdgivare upphandlar vårdtjänster som t.ex. ortopedi.

## Orsaker till utkontraktering
- Fokusera på kärnverksamheten.[4]
- De fasta kostnaderna kan omvandlas till rörliga kostnader, till exempel genom att en fabrik säljs och produkten istället legotillverkas (kontraktstillverkas).
- Det ses som en möjlighet att minska kostnader och därigenom öka vinsten.
- Svårigheter att attrahera kompetent personal.
- Den tekniska utvecklingen kan göra att företaget "inte hänger med" varför man lägger ut verksamhet på entreprenad.
- Ett sätt att uppnå högre kvalitetsnivåer på tjänster eller varor.

## Omfattning och typ av utkontraktering
En utkontraktering kan variera i omfattning och utformning. Den största skillnaden mellan utkontraktering och att utföra något i egen regi är att man i utkontrakteringsfallet har utnyttjat möjligheten till att integrera annan verksamhet som oftast inte existerar under samma ägarskap som klientverksamheten.
Två specialfall av utkontraktering är:
- Utlandsentreprenad där beställarens process flyttas till en annan part i ett annat land
- Entreprenad på plats där beställarens process hanteras av annan part men utförd fysiskt i direkt anslutning till beställarens egen verksamhet

### Utlandsentreprenad
Exempelvis när indiska dataprogrammerare tar fram mjukvaran till program som svenska företag använder. Till exempel sköter indiska Wipro med personal i Bangalore utveckling och förvaltning av en Oracledatabas åt Telia. Tjänsteområden där utlandsentreprenad är vanligt är IT och telefoni samt administration som t.ex. lönehantering.

### Entreprenad på plats
Exempelvis när en specialiserad serviceleverantör ansvarar för lokalvård, posthantering, säkerhet och/eller fastighetsskötsel åt ett annat företag eller offentlig sektor. Entreprenad på plats är vanligt inom fastighetsskötsel och industriservicesektorn.